# 深沢邦之
深沢 邦之（ふかさわ くにゆき、1966年〈昭和41年〉9月15日 - ）は、日本のお笑いタレント。お笑いコンビ・Take2のツッコミ担当。
東京都練馬区出身。佐藤企画所属。練馬区立大泉西中学校、城北高等学校、明治大学商学部産業経営学科卒業。
元妻は女優の田中美佐子。

## 来歴・人物
大学在学中に萩本欽一主宰のコメディアン養成塾「欽塾」のオーディションに合格し入塾。その後、同塾の後身として結成された「欽ちゃん劇団」へ移り、劇団員として舞台を中心に活動する。1994年1月に、同じく劇団員だった東貴博とお笑いコンビ・Take2を結成。フジテレビのバラエティ番組『タモリのSuperボキャブラ天国』の出演をきっかけに、一躍全国区にコンビとしての知名度を得る。その後TBS系朝の情報番組『はなまるマーケット』で、情報プレゼンターとしてレギュラー出演した。
1995年、同じ事務所所属で付き人をしていたこともある女優の田中美佐子と結婚。人気女優の田中と若手であった深沢の結婚は典型的な格差婚として知られていた。現に深沢の当時の収入は月収約10万円で、田中は年収1億円とも言われていたため、「収入格差100倍婚」とまで言われるほどであった。しかしこの結婚により知名度が上がり、上記のような番組に出演するようになる。
神奈川県三浦郡葉山町に新居を構え、2002年には念願の一女をもうけた。
剣道三段の資格を所持し、芸能界屈指の強さを誇る。『SMAP×SMAP』のコント「草彅ムサシ」の剣道対決において、それまでほぼ負け知らずだった木村拓哉と草彅剛の両名に圧勝している（木村とは即再戦を行い、その際は時間切れ引き分け）。これから数か月後に放送された『ウッチャンナンチャンの炎のチャレンジャーこれができたら100万円!!』の「ヒャックマン」との剣道対決では、マスクを着けたヒャックマンの行動が読み取れず敗退（対戦後にヒャックマンに対して「目ぐらい見せろ」と話している）。『芸能界特技王決定戦 TEPPEN』の剣道対決でも、深沢と同じく三段所持者である長谷川初範と対決して延長戦を何回も行うほどの激闘を演じたが負けている。2023年6月7日、田中との離婚を発表。

## 主な出演番組
コンビとしての出演はTake2の項目を参照。

### 現在の出演番組
- 噂の!東京マガジン（TBS→BS-TBS） - レギュラー

### 過去の出演番組
- 抱きしめたいっ!（読売テレビ）- 天の声
- 眠れない夜をかぞえて（TBS）
- 土曜ワイド劇場「車椅子の弁護士・水島威」（テレビ朝日）※第1 - 第4シリーズまで
- WITH LOVE（フジテレビ）
- 赤ちゃんをさがせ（NHK総合）
- 伝説のマダム（読売テレビ）
- 凍りつく夏（日本テレビ）
- 真夏のメリークリスマス（TBS）
- ストーカー・誘う女（TBS）
- 3番テーブルの客（1997年、フジテレビ）
- 朝はビタミン!（テレビ東京）- 司会
- 2時っチャオ!（TBS）- 通販コーナー「これ買っチャオ!」担当
- FILM FACTORY（テレビ東京）- 監督業に挑戦
- ザ!世界仰天ニュース「有名人の仰天人生SP ピーコ眼球摘出の決断!!」再現ドラマ（2009年7月15日、日本テレビ）- おすぎとピーコのピーコ役
- ひるおび（TBS）- 通販コーナー 「ひるおびコレクション」担当
- 買いドキッ!（TBS）- 司会
- ふしぎのトビラ（東北放送、東北6県+新潟県の7局（東北電力エリア）ブロックネット）
- 週刊!健康カレンダー カラダのキモチ（CBCテレビ）- 準レギュラー
- 土曜ワイド劇場「私は代行屋!2」（朝日放送）- 妹尾勝則 役
- はなまるマーケット（TBS）- 不定期出演
- 最強の男は誰だ!壮絶筋肉バトル!!スポーツマンNo.1決定戦（TBS）
- 愛のワンニャンタイム（BS朝日） - 司会
- 赤と黒のゲキジョー「検事・霞夕子7」（フジテレビ）- 酒井周平 役
- おかしな刑事18（2018年）- 相川裕治 役
- ニッポンぶらり鉄道旅 (NHK BSプレミアム) - 旅人
  - 第153回（2019年3月14日）
  - 第159回 (2019年5月9日)
  - 第164回 (2019年7月18日)
  - 第170回 (2019年10月3日)
  - 第180回 (2020年2月13日)
  - 第185回 (2020年4月2日)